# Alieu K. Jammeh
Alieu Kebba Jammeh (* 1972 in Illiassa; † 11. Mai 2023 in Freetown) ORG war ein gambischer Politiker und Diplomat.

## Leben
Jammeh besuchte die Armitage High School, wo er 1990 seinen Abschluss machte. Nach seinem Oberstufenstudium ging er nach Uganda, dann nach Malaysia und nach Großbritannien, wo er von 1994 bis 2003 mehrere Abschlüsse erwarb. Er kehrte nach Gambia zurück und arbeitete in der Zivilgesellschaft, dann im öffentlichen Dienst und ist 2010 zum Staatssekretär aufgestiegen.
Jammeh war von 2012 bis 2017 Jugend- und Sportminister im Regime des Präsidenten Yahya Jammeh berufen.
Wie viele Minister im letzten Jammeh-Kabinett musste er für kurze Zeit ins Exil gehen, während der Präsident ab dem 7. Dezember 2016, eine Woche nach seiner Abwahl, eine politische Sackgasse herrschte, die 40 Tage andauerte. Als Yahya Jammeh aus Gambia floh, kehrte Alieu K. Jammeh nach Gambia zurück und verbrachte ein Jahr als Leiter der Außenbeziehungen an der Universität von Gambia.
Ende 2018 wurde er von Präsidenten Adama Barrow zum Botschafter in Guinea-Bissau ernannt und später Januar 2021 nach Sierra Leone versetzt. In Freetown residierend, war er auch für die Elfenbeinküste und Liberia akkreditiert.

## Familie
Jammeh war er von Häuptlingen und Häuptlingstümern fasziniert, weil er ein Nachkomme von Mama Tamba Jammeh (1880–1988) war, dem großen Seyfo von Illiassa, Mitglied des Legislativrates und Farmer. Alieus Vater Kebba T. Jammeh, ein Sohn von Mama Tamba, war ab 1963 ebenfalls Seyfo und fungierte von 1972 bis 1977 auch als stellvertretender Sprecher des Repräsentantenhauses.

## Auszeichnungen und Ehrungen
- 2012 – Officer of Order of the Republic of The Gambia ORG[4]
- 2016 – July 22nd Revolution Award